# Autorimessa Kant
L'Autorimessa Kant (anche nota come Kant-Garagen, Kant-Garagenpalast o Serlin-Rampenhaus) è un edificio in stile Bauhaus costruito a Berlino nel 1929-1930 nel quartiere di Charlottenburg, in Kantstraße 126/127.
Si tratta dell'unico garage multipiano del periodo tra le due guerre conservato nel Brandeburgo; è inoltre il garage multipiano più antico d'Europa e il secondo più vecchio al mondo. È caratterizzato da una rampa a spirale a doppia canna ed è l'unico al mondo con facciata a tenda. Progettato dall’ingegner Louis Serlin e dagli architetti Hermann Zweigenthal e Richard Paulik, l'edificio è stato riconosciuto come monumento storico nel 1991. La stazione di servizio interna è stata attiva fino al 2017, anno in cui anche gli arredi originali all'interno della struttura furono smantellati con l'approvazione delle autorità cittadine per i monumenti.

## Storia

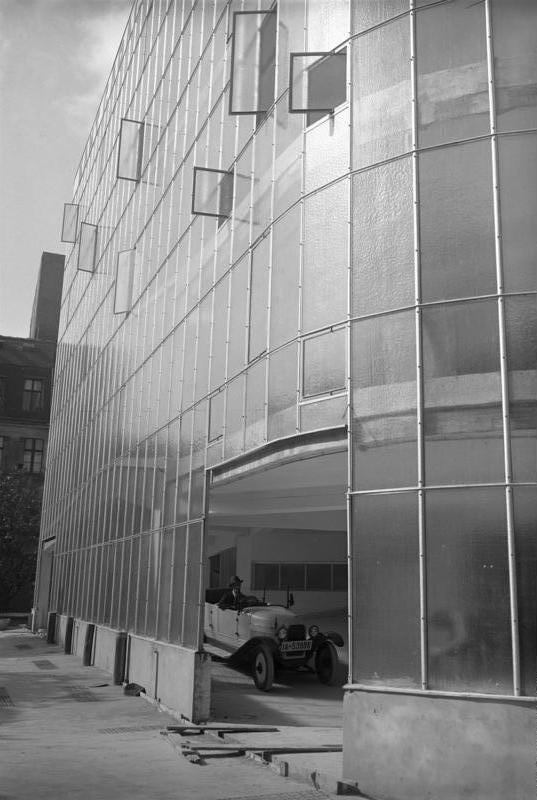
Il garage negli anni trenta; le vetrate al piano terra furono sostituite nel 1948 con un muro di mattoni

L'edificio multipiano venne progettato dallo studio di architettura Lohmüller Korschelt & Renker (Bruno Lohmüller, Oskar Korschelt, Jakob Renker) in collaborazione con gli architetti Hermann Zweigenthal e Richard Paulick e con l'imprenditore e ingegnere Louis Serlin. La sua costruzione, costata 1,5 milioni di marchi (circa 5,5 milioni di euro attuali), fu possibile solo perché Serlin si era assicurato l'Automobile Club tedesco come inquilino principale.
L'edificio era originariamente collegato alla vicina Villa Schulze, costruita nel 1895 e utilizzata da Serlin per scopi amministrativi; vi era anche una mensa, gestita come bar pubblico. Al momento dell'apertura, nell'ottobre 1930, il garage attirò molta attenzione, al punto che furono organizzate visite guidate furono durante l'International Building Exhibition del 1932. Nel 1936-37 l'edificio assunse la forma attuale, con il completamento delle soffitte.
Fino al 1939 fu gestito dalla Garagenpalast Betriebs-Gesellschaft mbH. L'arianizzazione dell'attività costrinse Serlin alla fuga negli Stati Uniti intorno al 1941; si installò poi a Los Angeles dopo la fine della guerra. Le circostanze esatte della fuga e dell'espropriazione sono oscure; in ogni caso, nel 1942 il garage fu assegnato ad un nuovo proprietario.
L'edificio sopravvisse alla Seconda guerra mondiale con pochi danni: fatta eccezione per le vetrate e per la soffitta (colpita da una granata esplosiva), il garage rimase sostanzialmente intatto, e i pochi danni furono riparati entro il 1947. Villa Schulze, invece, fu completamente distrutta, e gli edifici circostanti risultarono danneggiati dal conflitto. Dopo il 1945, la proprietà fu restituita a Serlin, la cui società riprese a gestire le operazioni di garage e stazione di servizio. Nel 1948 le vetrate al piano terra furono sostituite con dei mattoni per motivi di sicurezza imposti dalla polizia berlinese.
L'imprenditore immobiliare berlinese Karl Heinz Pepper acquistò la rimessa da Serlin nel settembre 1961. Alla fine del 2016, il complesso è stato venduto all'imprenditore immobiliare berlinese Dirk Gädeke, che nel 2017 ha interrotto l'attività di garage. L'intenzione di Gädeke è di cambiare la destinazione d'uso dell'edificio, aggiungendo inoltre un attico per la sua famiglia sul tetto. Nello stesso anno ha chiuso anche la stazione di servizio al piano terra, attiva ininterrottamente dal 1930 e gestita dalla Shell.

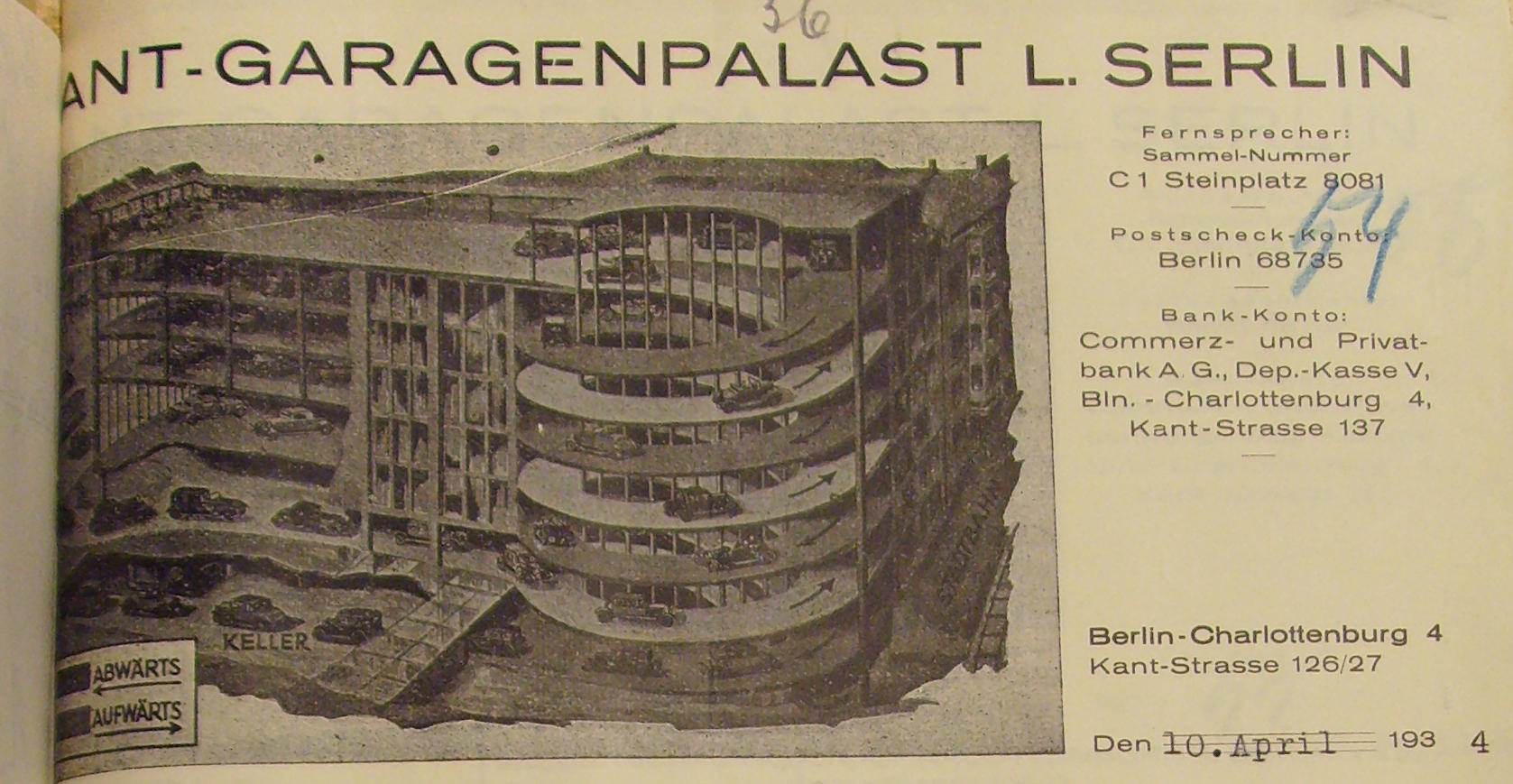
Un'immagine in sezione delle rampe del garage

## Architettura
Il garage è progettato come una costruzione in cemento armato con muratura in mattoni. Il grattacielo offre posti auto per circa 300 veicoli.
La facciata verso la Kantstraße è stata rivestita con mattoni di clinker grigio-sabbia (mattoni piatti), mentre tutte le altre superfici delle pareti sono intonacate. La facciata è illuminata nella zona dei viali d'accesso ai garage, così come la scala anteriore in tutti i piani, da finestre in filo di vetro in cornici di ferro grigio scuro. La parte posteriore rivolta verso la linea della S-Bahn e verso la strada è caratterizzata da una vetrata continua, che è stata conservata in gran parte nel suo stato originale, e ha una scala antincendio aperta sul lato.

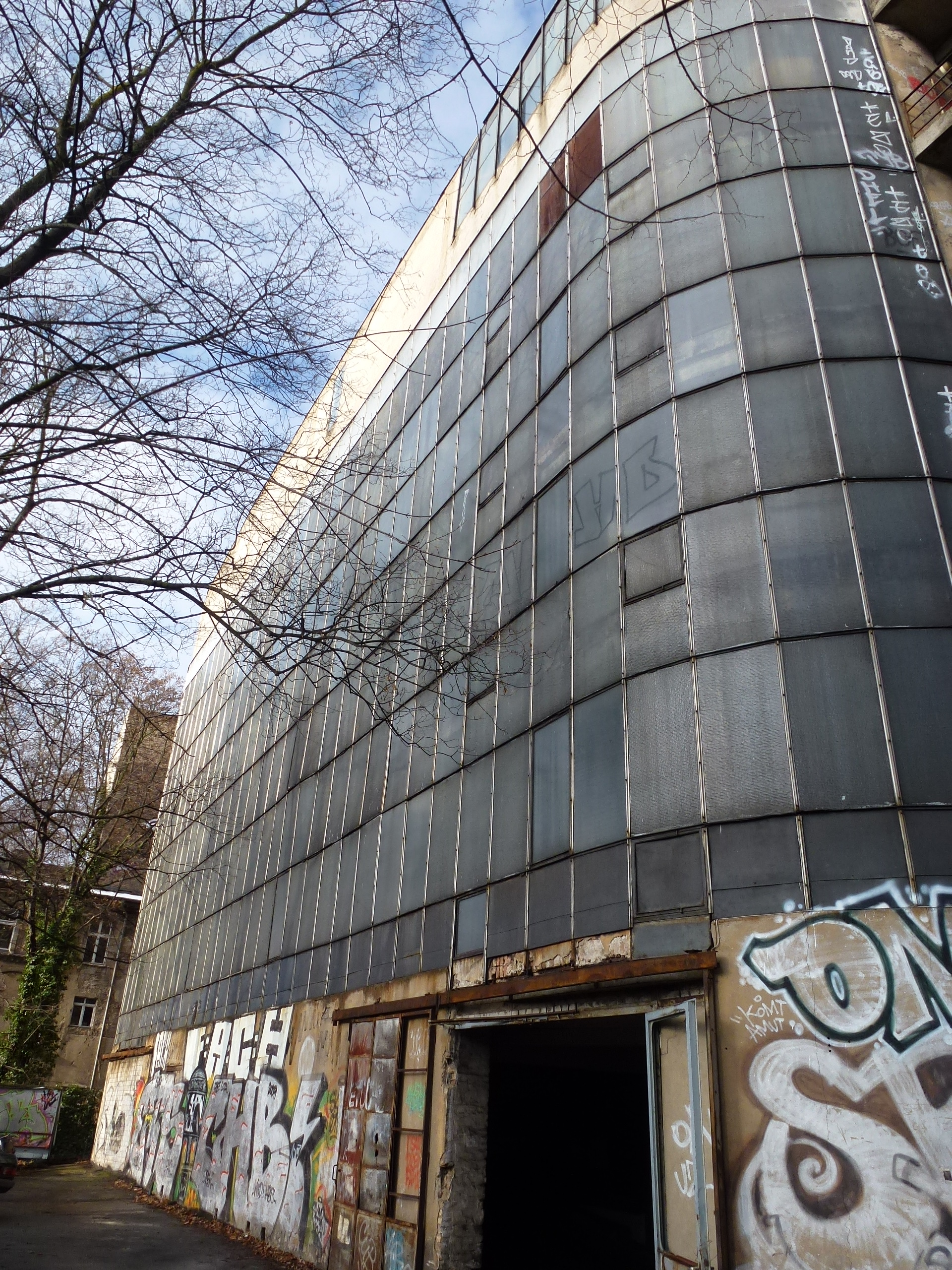
Le vetrate della facciata posteriore nel 2007

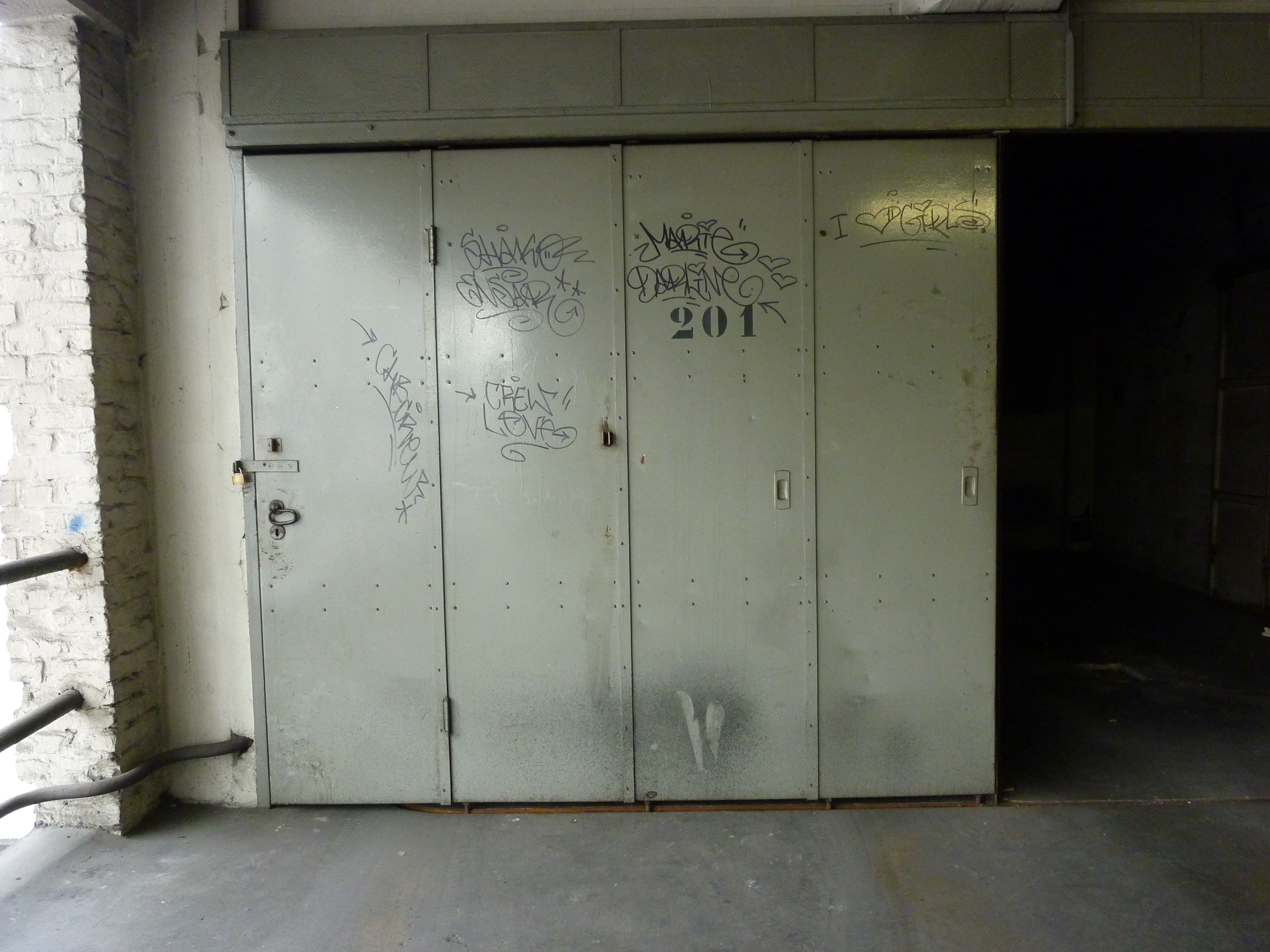
Le originali porte dei garage interni

All'interno dei garage Kant, sono stati conservati gli spazi dei garage originali, con le loro porte scorrevoli uniche al mondo, progettate dalla ditta berlinese Paul Heinrichs. Un totale di 132 box originali Heinrichs sono stati conservati tra il 1930 e il 2017; questi spazi sono parte integrante del monumento, e insieme alla rampa a spirale a doppia canna e alla facciata continua sono testimonianze uniche della cultura edilizia dell'automobilismo nel periodo tra le due guerre.
Degne di nota anche le porte antincendio originali, grazie alle quali i singoli piani sarebbero stati chiusi automaticamente in caso di incendio. Parti delle attrezzature necessarie per il servizio automobilistico negli anni '30, come le camere di lavaggio e i dispositivi di sollevamento per il servizio di lubrificazione sono stati conservati fino al 2017.

## Controversie e conservazione

### Proprietà Pepper (1961-2016)
I proprietari Karl Heinz Pepper e successivamente Christian Pepper utilizzarono il complesso per 55 anni come garage, stazione di servizio e officina. Durante questo periodo, non furono prese misure di conservazione sull'edificio. Nel 1991 prima e nel 2013 poi, i Pepper fecero domanda alle autorità per la demolizione dell'edificio, che necessitava di essere rinnovato dopo 83 anni di utilizzo ininterrotto. Le ragioni addotte nel 2016 erano supportate da una relazione di esperti redatta per conto del proprietario, secondo la quale l'intera "costruzione" e la rampa erano "insostenibili a lungo termine" e che "altro uso" non sarebbe stato possibile. Per "motivi economici", quindi, se ne chiedeva la demolizione. Alla proprietà fu inviato tuttavia un appello che sottolineava l'importanza architettonica della struttura, firmata tra gli altri dall'Accademia delle Arti, dal gruppo di lavoro sul modernismo postbellico dell'Università Tecnica di Berlino, dall'Ordine degli Architetti di Berlino, dal Bauhaus-Archiv, dall'Associazione degli Architetti tedeschi e da numerosi altri privati e associazioni.
Ulteriori perizie indipendenti dichiararono che lo stato dell'edificio non era particolarmente critico, e la domanda di demolizione venne respinta. Lo stabile fu quindi venduto nel 2016.

### Proprietà Gädeke (dal 2017)
Il nuovo proprietario Dirk Gädeke ha acconsentito a conservare l'edificio, ma ha altresì deciso che utilizzerà anche il monumento con finalità economiche e immobiliari. Tra le attività previste vi è anche un inventario scientifico e una valutazione del grattacielo.

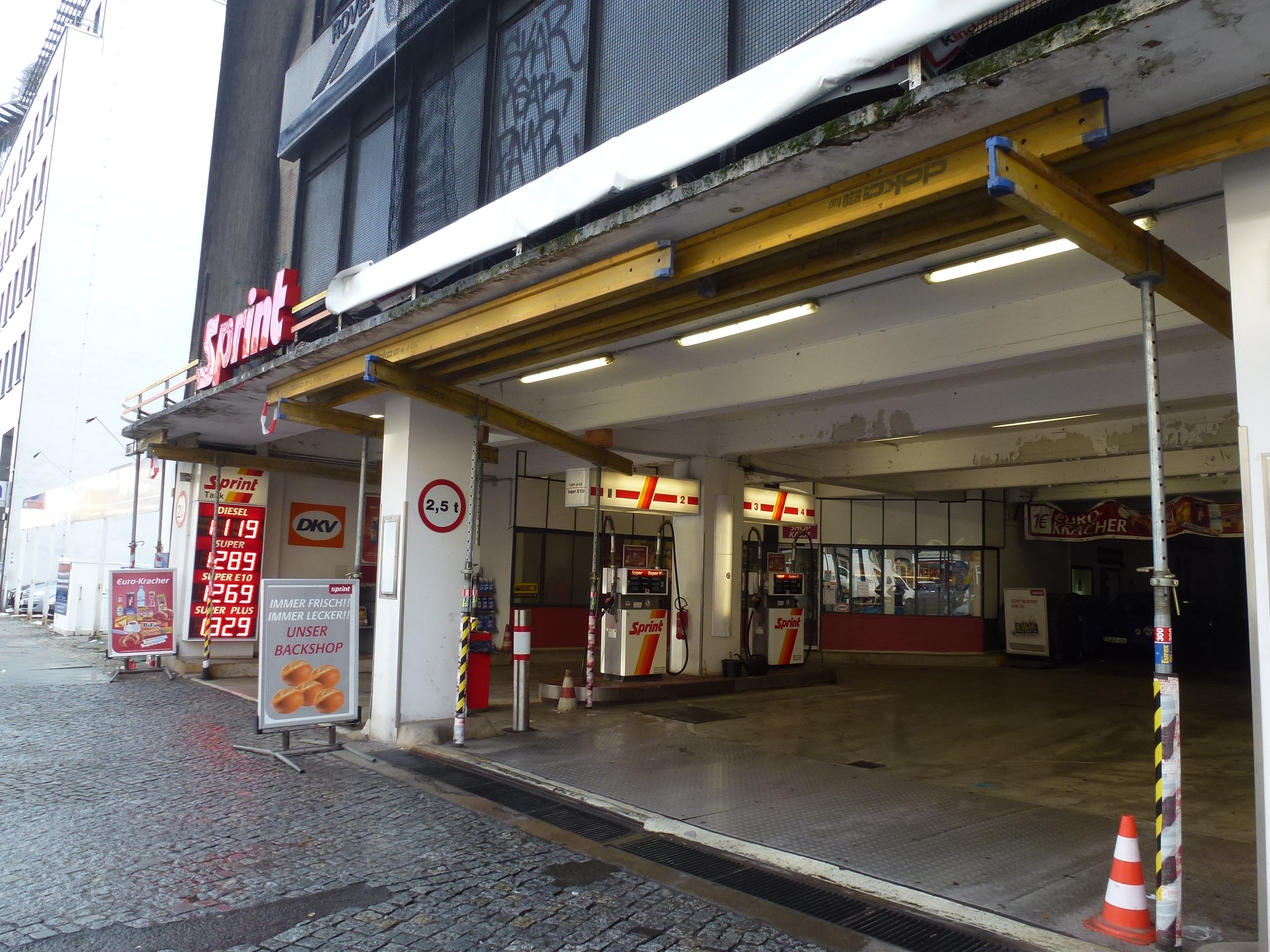
La stazione di servizio interna nel 2015. È stata attiva per 87 anni, fino al 2017

I piani di conversione prevedono un rinnovamento il guscio esterno del garage, mentre all'interno l'edificio dovrà essere adattato alle nuove normative di sicurezza e alle esigenze di efficienza energetica.
Si prevede di convertire il garage sopraelevato in un edificio per uffici ed eventi. La conversione è iniziata nell'ottobre 2017. Tutte le misure di decostruzione e conversione sono state coordinate con l'Ufficio statale per la conservazione dei monumenti storici e con l'Autorità per i monumenti di Berlino.
I progetti prevedono che la facciata posteriore sia smantellata e sostituita da una ricostruzione con vetri moderni; dei 132 garage Heinrichs, solo 36 dovrebbero essere conservati, 9 per piano.
La rampa a spirale originale rimarrà strutturalmente intatta, ma non sarà più utilizzata. Per il piano terra, è prevista una riconversione per permettere l'apertura di ristoranti, gastronomie e di un mercato alimentare. In futuro, sarà chiuso alla strada da un muro di vetro. Il distributore di benzina è stato smantellato.

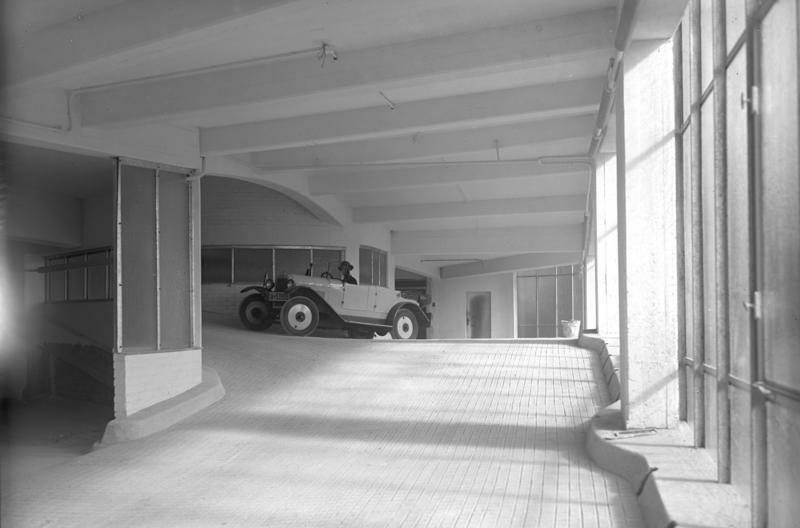
Gli interni negli anni trenta

Nell'ottobre 2022, la Stilwerk ha aperto una nuova filiale nel garage Kant. Due piani del parcheggio multipiano sono disponibili per mostre d'arte temporanee.

## Importanza culturale

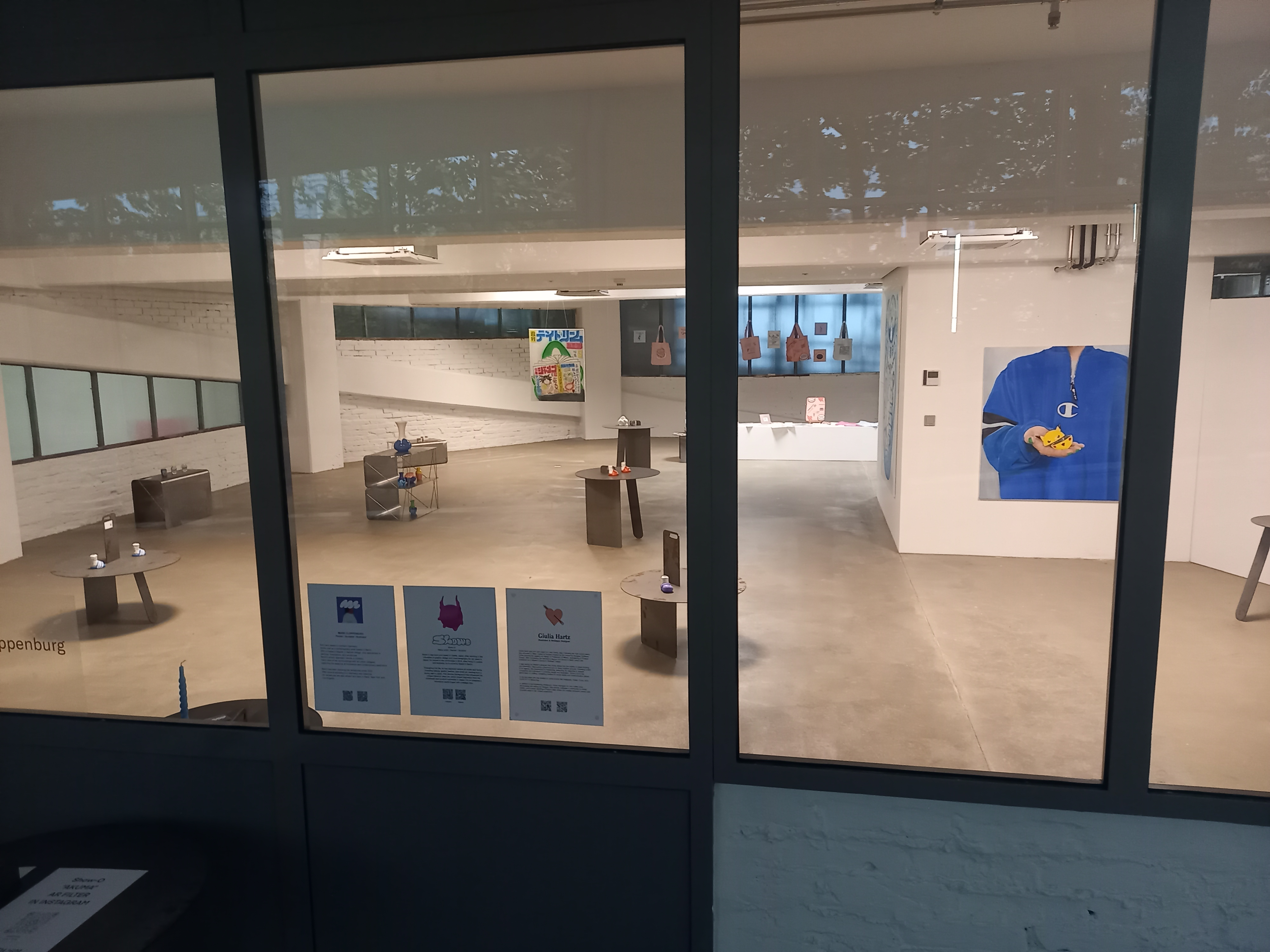
Interni del garage nel 2023, dopo la ristrutturazione

L'autorimessa Kant è un edificio tutelato dal 1991/1992. Oltre allo Stern-Garagen di Chemnitz (1928) e al Großgarage Süd di Halle (1929), il Kant-Garagen-Palast è uno dei più importanti garage sopravvissuti del periodo tra le due guerre in Germania ed è uno degli esempi più importanti di Nuova Oggettività della Repubblica di Weimar. Il garage è un monumento di importanza nazionale e internazionale in campo automobilistico.
Il garage è incluso in numerose opere, locali e non, per le sue notevoli caratteristiche architettoniche, ed è uno dei pochi garage sopraelevati in Europa ad essere riconosciuto a livello mondiale. Nel 2010 il Landesdenkmalrat (Consiglio di Stato per la conservazione dei monumenti), ritenendolo un esempio unico in Europa nel suo genere, ne ha caldamente raccomandato la conservazione.
Il garage Kant è inoltre l'ambientazione di diversi romanzi di Volker Kutscher, appartenenti al ciclo di Gereon Rath.